# Авиационный двигатель

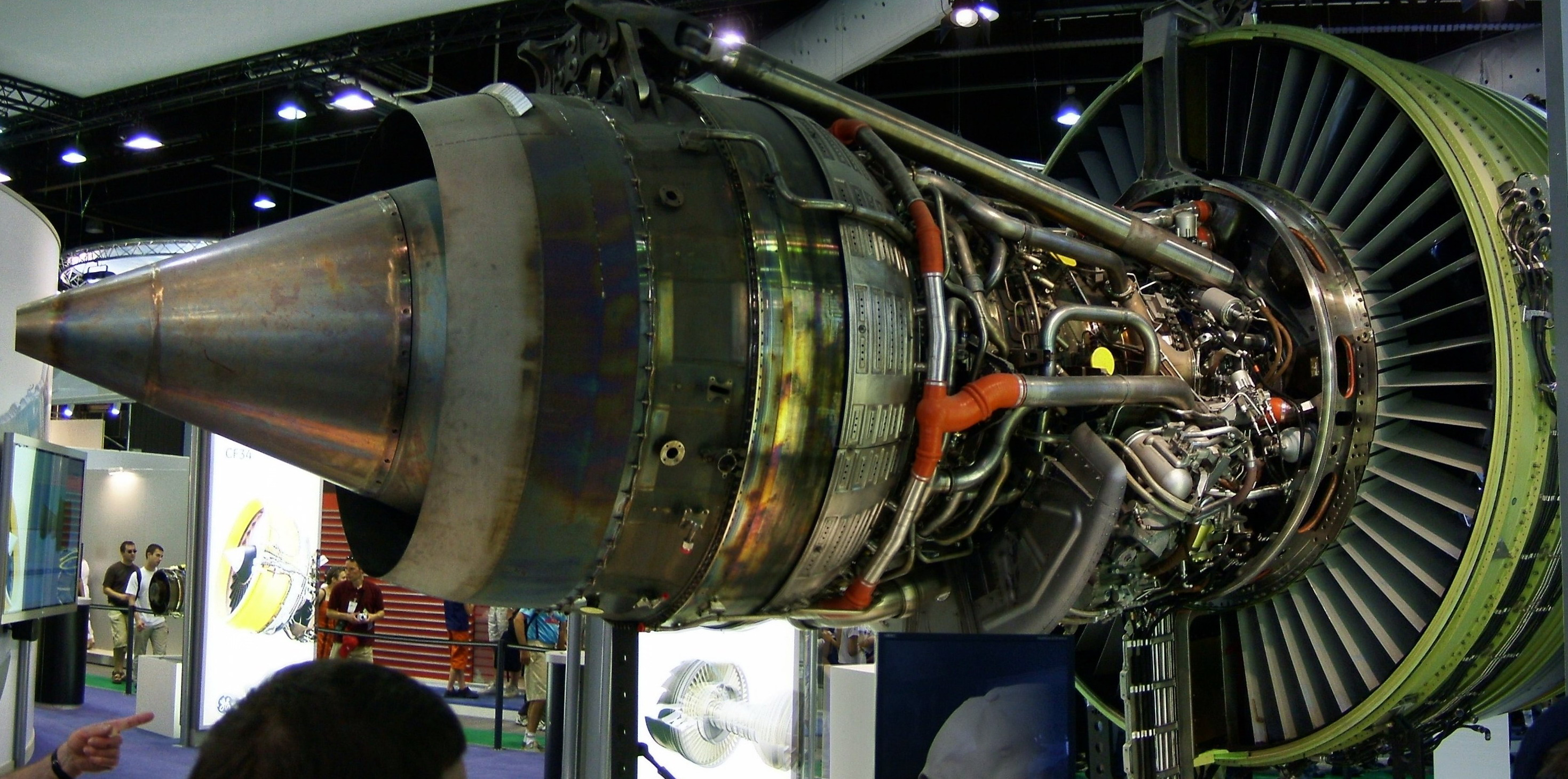
Авиационный двигатель GE90 115B

Авиационный двигатель (авиадвигатель, авиамотор) — в основном — тепловой двигатель, устанавливаемый на летательных аппаратах в качестве элемента авиационной силовой установки, реализующей силу тяги, необходимую для осуществления полёта в пределах атмосферы.

## Классификация

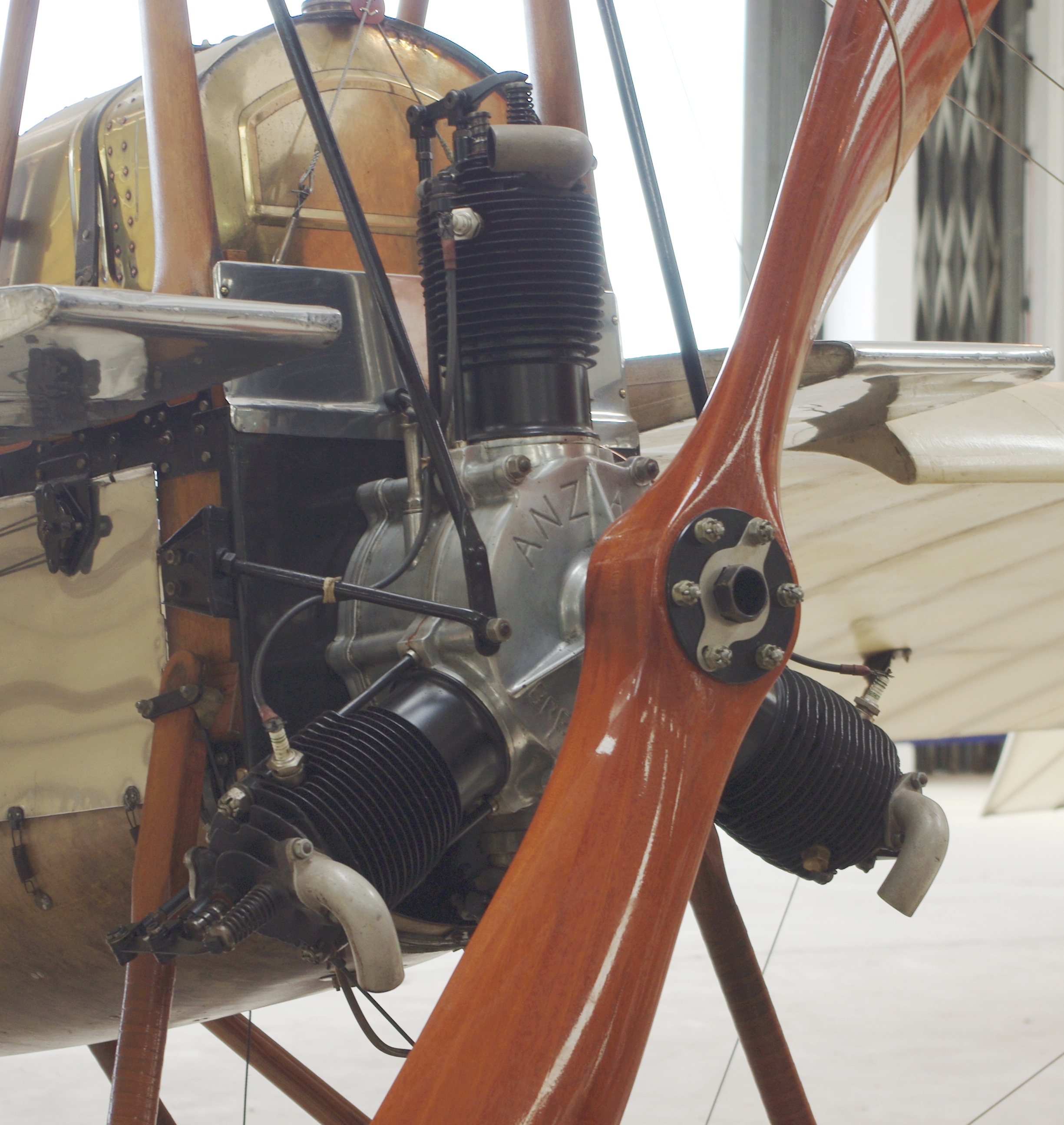
Трёхцилиндровый поршневой мотор «Anzani W-3», один из самых старых авиационных двигателей. Применялся на самолёте Блерио-ХI.

Авиационные двигатели, по способу создания тяги разделены на три группы: винтовые; реактивные; комбинированные.
Винтовые авиационные двигатели — поршневые авиадвигатели, создающие тягу вращением воздушного винта, а также комбинированные авиадвигатели, при условии, если сила тяги, создаваемая воздушным винтом, составляет более 50 % от суммарной (эквивалентной) силы тяги двигателя.
Реактивные авиадвигатели — тепловые двигатели прямой реакции, преобразующие энергию топлива в кинетическую энергию вытекающей из двигателя газовой струи — вызывающей силу реакции, непосредственно используемой в качестве движущей силы — силы тяги. В авиации применяются два типа реактивных двигателей: воздушно-реактивные двигатели (ВРД), в которых для сгорания топлива используется кислород атмосферного воздуха; ракетные двигатели (РД), в которых для сгорания топлива используется окислитель, транспортируемый самим летательным аппаратом.
Комбинированные (смешанные) авиадвигатели — создающие тягу, складывающуюся из силы реакции потока продуктов сгорания, вытекающих из двигателя, и тяги, создаваемой обычным или специальным воздушным винтом (винтовентилятором). Основными типами комбинированных двигателей являются: турбовинтовые двигатели (ТВД); двухконтурные турбореактивные двигатели (ДТРД); винтовентиляторные авиадвигатели (ВВД).
Турбореактивные, турбовинтовые, двухконтурные и винтовентиляторные авиадвигатели — объединены общим названием — газотурбинные авиадвигатели (ГТД).

К авиационным двигателям предъявляются особые требования по надёжности, удельной мощности или тяговооруженности, удельному расходу топлива, а также к габаритным размерам и форме.
Устаревшие концепции нереализованных проектов:
- Паровой авиационный двигатель

Эксплуатирующиеся или эксплуатировавшиеся в прошлом:
- Поршневой авиационный двигатель
- Газотурбинный двигатель
- Пульсирующий воздушно-реактивный двигатель
- Турбовинтовой двигатель
- Турбовентиляторный двигатель
- Воздушно-реактивный двигатель, Реактивный двигатель
- Ракетный двигатель

Перспективные концепции:
- Атомный авиационный двигатель
- Авиационный электрический двигатель — с начала 2000-х годов доминирует в авиамоделизме. С середины 2000-х годов широко используется на БПЛА. Создаются легкомоторные пилотируемые самолёты с электрическими двигателями.

## Формула Довгалюка
Чтобы определить количество двигателей определенного типа, необходимых для установки на летательном аппарате, в теоретической авиации применяется формула Довгалюка
{\displaystyle n_{\ }={\frac {1,6\cdot 10^{2}\cdot S}{R_{m}}}}
где S – площадь крыла самолета (м^2), R – максимальная тяга двигателя на взлёте (кгс)
Отсюда {\displaystyle R_{m}\ ={\frac {1,6\cdot 10^{2}\cdot S}{n}}}  - формула для определения максимальной тяги двигателя при взлете для определенного типа самолета, где S – площадь крыла самолета (м^2), n – количество двигателей, установленных на самолете.
Отсюда следует, что площадь крыла летательного аппарата можно вычислить, зная макс. мощность (кгс) и количество установленных на нем двигателей
{\displaystyle S_{\ }={\frac {n\cdot R_{m}}{1,6\cdot 10^{2}}}}

## Испытания двигателей
Наиболее нагруженными деталями двигателей являются лопатки, поэтому на этапе их производства исследуют их ресурсные характеристики. В этих целях применяются усталостные испытания.